# Дев'ять ярдів
«Де́в'ять я́рдів» (англ. «The Whole Nine Yards») — американська кримінальна кінокомедія 2000 року, у головних ролях якої знялися Метью Перрі та Брюс Вілліс. Режисер Джонатан Лін («Черниці в бігах»). Вираз «The whole nine yards» — фразеологізм, який перекладається як «все до кінця» або «цілком і повністю».

## Сюжет
Дія комедії починається в Канаді.
Ніколас Озеранскі — стоматолог, у якого, разом із компаньйоном, була своя стоматологічна клініка. Проте компаньйон програв все майно в казино, помер, і залишив купу боргів Ніколасу, який ще й одружився з донькою свого компаньйона-невдахи. Тому зараз він має утримувати власними силами дружину та тещу. Єдине, що їм потрібно від Ніколаса — це гроші, а оскільки його життя вигідно застраховано, дружина стоматолога Софі мріє про загибель чоловіка.
Три тижні по тому асистентом до Ніколаса на роботу влаштувалася молода дівчина Джил. Вона радить Ніколасові позбутися дружини та розпочати життя з нуля.
По приїзді додому, Ніколас знайомиться з новим сусідом. На превелике здивування стоматолога, ним виявляється відомий кілер Джиммі Тадескі, якого називають Тюльпан, бо він присилає всім своїм жертвам ці квіти на похорон. Тюльпан відсидів п'ять років у в'язниці, і тепер його шукають компаньйони, пропонуючи тому, хто викаже Джиммі, велику грошову винагороду.
Спочатку Ніколас запанікував і почав збирати речі, аби покинути свій будинок. Та наступного дня він провів деякий час із новим сусідом, познайомився із ним. Джиммі та Ніколас сподобалися один одному, тому Ніколас передумав від'їжджати.
Та тут до голови дружини Ніколаса прийшла ідея: вона запропонувала (точніше — наказала) чоловікові їхати до Чикаго, аби виказати Тюльпана і отримати за це винагороду. Ніколас погодився із дружиною, проте не збирався видавати новоспеченого товариша Джиммі.
Та коли Ніколас повертався з чиказького ресторану до свого готельного номера, там на нього очікував кремезний чолов'яга — Френкі Фігс, який змусив Оза поїхати до свого боса — Янні Гоголака, аби розповісти, де переховується Джиммі Тадескі.
Отже, Озові довелося виказати Тюльпана, тому після розмови з Янні, він зателефонував сусідові і попередив його про небезпеку. Та Джиммі сказав, що про все знає, тому Ніколасові не варто хвилюватися.
Після цього до номера Ніколаса завітала дружина Джиммі — Синтія. Вона розповіла Озові, що насправді весільним подарунком їй та Джиммі було 10 мільйонів доларів. Та їх вони можуть забрати лише утрьох — вона, Тюльпан та Янні. Якщо ж когось із них не буде в живих, достатнім буде надати банкові свідоцтво про смерть. Тому Янні та Джиммі намагатимуться вбити один одного задля грошей. Коли хтось із них загине, переможець вб'є й саму Синтію, аби не ділитися з нею грошима. Хоча Синтія не прагне грошей: єдине, про що вона мріє — це спокій.
Після ночі, проведеної разом із Синтією, Ніколас пообіцяв їй, що не дасть Джиммі вбити її.
Після повернення до Канади на Оза чекали ще багато неочікуваного. По-перше, Френкі Фігс виявився товаришем Джиммі Тюльпана, тому він допомагатиме йому вбити Янні. Асистентка стоматолога Джил, дізнавшись, що сусід Ніколаса — сам кілер Тюльпан, попросила Озеранскі познайомити їх. У будинку Тадескі вона зізналася, що є палкою шанувальницею діяльності Джиммі, тому й сама мріяла стати кілершою. Першим її замовленням став Ніколас Озеранскі — його замовила дружина Софі. Та познайомившись із Ніколасом, вона не змогла виконати замовлення. Тоді Джиммі зізнався, що й йому Софі пропонувала вбити Оза, та він відмовився, оскільки запропонований гонорар був замалим.
У Джиммі та Джил було багато спільного, тому Тюльпан запропонував дівчині інше замовлення — допомогти йому вбити Янні, а потім і дружину Синтію.
Ніколас не хотів, аби його сусід та асистентка вбивали когось, тим паче Синтію. Але зупиняти їх було марно. Тож, на прохання Тюльпана, він супроводжував Янні, який продовжував полювати за Джиммі Тюльпаном. Вбивство Янні було заплановано на ніч.
Але тієї ж ночі дружина Ніколаса Софі поверталася додому з коханцем (який виявиться поліцейським), якого та вмовила за 12 000 доларів вбити Оза. Після цього вона мала вирушити на Ніагарський водоспад, аби мати алібі.
Та Тюльпан і Джил вбили Янні, його помічників та коханця Софі.
Для того, аби заховати сліди скоєних злочинів, Ніколас зробив зуби вбитого коханця Софі ідентичними до зубів Джиммі Тюльпана. Потім вони спалили трупи в машині. Тіла обгоріли настільки, що поліція встановлювала, хто був у машині за зубами, а отже, вони зробили висновок, що Джиммі Тюльпан мертвий.
Тепер Тюльпан мав намір вбити власну дружину Синтію та забрати гроші з банку. Проте Ніколас втік із Синтією, і наступного ранку Синтія і Джил поїхали до банку по гроші, а Ніколас, Джиммі та Френкі Фігс мали зустріти їх там. Френкі Фігс сказав Тюльпану, що він мусить вбити Ніколаса, адже він є свідком скоєних Джиммі вбивств. Та замість того, аби послухатися поради, Тюльпан вбив самого Фігса. Тюльпан забрав гроші і залишився із Джил, яку покохав. Ніколас сказав, що він кохає Синтію, тому Джиммі не став її вбивати та як весільний подарунок віддав їм мільйон доларів.

## У головних ролях
- Брюс Вілліс — Джиммі Тадескі (Тюльпан) — кілер
- Метью Перрі — Ніколас Озеранскі (Оз) — стоматолог, сусід Джиммі
- Розанна Аркетт — Софі Озеранскі — дружина Ніколаса
- Майкл Кларк Дункан — Френклін Фігера Фігейроса (Френкі Фігс) — компаньйон Тюльпана
- Наташа Генстридж — Сінтія Тадескі — дружина Тюльпана
- Аманда Піт — Джил Клейр — асистентка Ніколаса
- Кевін Поллак — Янні Гоголак

## Сприйняття

### Касові збори
Фільм зібрав $57 262 492 під час свого прокату в США, з додатковими $49 109 159 на міжнародному рівні. Загальні касові збори у всьому світі складають $106 371 651.

### Критика
Дев'ять ярдів отримав змішані відгуки критиків; Rotten Tomatoes дав фільму оцінку 45 % в розрахунку на 100 відгуків, із середньою оцінкою 5,2/10. Metacritic оцінив фільм на 47 %, ґрунтуючись на 32 оглядах.
Роджер Еберт дав фільму один з найпозитивніших відгуків, зазначивши, що виступ Аманди Піт у ролі Джилл був «досконалим».